# 沖藤典子

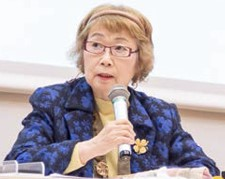
2019年1月

沖藤 典子（おきふじ のりこ、1938年7月24日 - ）は、日本のノンフィクション作家。
北海道室蘭市生まれ、池田町育ち。北海道池田高等学校、北海道大学文学部卒業。1961年に日本リサーチセンター調査研究部に入社。第二企画室長を経て1976年に退職する。1979年初の単著『女が職場を去る日』を上梓して注目され、同年ドラマ化もされた。
以後、介護問題、人生行路全般について著書多数。合田一道らとともに北海道ノンフィクション集団にて活動した。

## 著書
- 女が職場を去る日 新潮社 1979 のち文庫、現代教養文庫
- 女が会社へ行きたくない朝 人間関係の悩みを解決する法 主婦と生活社 1982 のち講談社文庫
- 銀の園・ちちははの群像 新潮社 1982 のち文庫
- 妻がひそかに決意する時 ドキュメント・離婚への旅立ち 祥伝社 1983（ノン・ブック）
- 平安なれ命の終り ホスピス病棟からの報告 新潮社 1984
- 女が職場で悩むとき いい仕事をするための365日秘訣集 主婦と生活社 1984 のち講談社文庫
- 働きながら親を看る 女の自立と老人介護 学陽書房 1984
- 愛をさすらう女たち 精神科医のノートより 潮出版社 1985
- 女と家族の交叉点 仕事・夫婦・老い コンパニオン出版 1985
- 老人ホームに望む看護 老施協・研修委員会 全国社会福祉協議会老人福祉施設協議会 1986
- 転勤族の妻たち 創元社 1986 のち講談社文庫
- 薄命の作家素木しづの生涯 新潮社 1988
- 老いを看とる 人生80年時代の老年学 創元社 1988
- ジェット娘が結婚する時 当世親子事情 主婦と生活社 1989
- 女が「転機」をのり越える時 30代・40代をどう充実して生きるか 大和出版 1989
- 女は仕事を通して賢く美しくなる 海竜社 1989
- 賢い女はいい結婚ができる 自由で新しい「二人の関係」をつくる法 大和出版 1990
- ふたたび、愛が始まるとき 再婚新時代 講談社 1991 「女が再婚するとき」文庫
- 女は四十歳からもう一度生きる 海竜社 1991
- 老いの自立と幸せ 福祉社会を生きる女たち 労働旬報社 1992
- 輝いていたいから、ずっと働く 女も「仕事」と「出会い」で磨かれる 大和出版 1992
- 女は揺れて、美しくなる 講談社 1992
- 誰が老いを看とるのか 女手だけでは支えきれない ミネルヴァ書房 1993
- 子育てを終ってからが女の勝負です 素敵に"自分づくり""生きがいづくり" 大和出版 1993
- 働くママは天から花束をもらう 徳間書店 1993
- 老いてなお我が家で暮らす ホームヘルパー最新事情 新潮社 1994 のち文庫
- 長生きしてはいけませんか? 子に頼らない老いを求めて 講談社 1995
- 女五十代第二の人生が始まる 海竜社 1995
- 男も女も今が変わりどき 人生の午後へ 労働旬報社 1996
- みんなが主役・新介護時代 老いを支える新しいシステムづくり ミネルヴァ書房 1997（シリーズ女・老い・福祉）
- ビッグベビー 新潮社 1998
- 介護休業でいい仕事いい介護 家庭も自分も大切にするために ミネルヴァ書房 1999（シリーズ女・老い・福祉）
- あなたに似た家族 心の絆が見えない人へ 徳間書店 1999
- 女ざかりの居場所さがし NECメディアプロダクツ 2000
- あすは我が身の介護保険 新潮社 2001
- 夫婦という幸福夫婦という不幸 集英社 2002
- 娘が『できちゃった婚』したとき! 主婦と生活社 2002
- シニアいきいき納得ライフ 老後の生活づくり20のヒント 佼成出版社 2003
- 女50歳人生後半がおもしろい これから二度目の収穫をめざすあなたへ ミネルヴァ書房 2004
- 母の乱無慈悲と慈愛 文芸社 2007
- 沖藤典子の介護元気で日本あっ晴れ 医歯薬出版 2008
- 楽天力上手なトシの重ね方　清流出版,2009.7.
- 介護保険は老いを守るか　2010.2.岩波新書
- 女50代、人生本番　佼成出版社、2012

## 共著
- 専門職の女性たち 現状とその意識 岡田政子、萩原康子共著 亜紀書房 1975
- 老いをゆたかに 田辺順一共著 日本生活協同組合連合会 1990（CO・OPライブラリー）
- 人生にホットな紅茶を 藤本義一共著 旬報社 1998